# Estadio Vicente Arévalo
El Estadio Vicente Arévalo es uno de los estadios de fútbol ubicado en el departamento de Escuintla.
Es casa del Deportivo Puerto San José con una capacidad para 1.500 aficionados es de los más pequeños que existe en el país, ubicado en el municipio de San José donde se encuentran las playas del Puerto San José.
- Datos: Q5848447